# Mika Boorem
Mika Sue Boorem (ur. 18 sierpnia 1987) – amerykańska aktorka. Najbardziej znana z ról w filmach: Blue Crush (2002), Pidżama party (2004) i Smile (2005).

## Życiorys
Mika Boorem urodziła się w Tucson, w stanie Arizona, jako córka Holly i Thomasa. Ma starszego brata, Benjamina. Po raz pierwszy jako aktorka występowała w lokalnym teatrze w Arizonie. Później, razem ze swoją rodziną przeprowadziła się do Los Angeles, gdzie uczęszczała do szkoły Lycée Français de Los Angeles. Boorem stała się znana z ról w filmach Pidżama party (2004) i Smile (2005). Zagrała również między innymi w: Jack Frost (1998), Patriocie (2000), W sieci pająka (2001) oraz przez jakiś czas pojawiała się w serialach Jezioro marzeń i Dotyk anioła. Wystąpiła także epizodycznie w serialach Dr House i Zaklinacz dusz.
Aktorka była nominowana do nagrody Teen Choice Award za rolę w Jeziorze marzeń oraz czterokrotnie do Nagrody Młodych Artystów. Pojawiła się także w teledysku do utworu „Light On”, wykonywanej przez Davida Cooka, zwycięzcy siódmej edycji programu American Idol.

## Filmografia
| Rok       | Tytuł                            | Rola                            | Uwagi                     |
| --------- | -------------------------------- | ------------------------------- | ------------------------- |
| 1995      | Beach Party at Walt Disney World | Ona sama                        |                           |
| 1997      | The Education of Little Tree     | Mała dziewczyna                 |                           |
| 1998      | Wielki Joe                       | Młoda Jill Young                |                           |
| 1998      | Jack Frost                       | Natalie                         |                           |
| 2000      | Patriota                         | Margaret Martin                 |                           |
| 2001      | Chłopaki mojego życia            | Beverly Donofrio w wieku 11 lat |                           |
| 2001      | Kraina wiecznego szczęścia       | Carol Gerber                    |                           |
| 2001      | W sieci pająka                   | Megan Rose                      |                           |
| 2002      | Blue Crush                       | Penny Chadwick                  |                           |
| 2002–2003 | Jezioro marzeń                   | Harley Hetson                   | 6 odcinków                |
| 2003      | Carolina                         | Maine Mirabeau                  |                           |
| 2004      | Pidżama party                    | Hannah Carlson                  |                           |
| 2004      | Dirty Dancing: Havana Nights     | Susie Miller                    |                           |
| 2005      | Smile                            | Katie                           |                           |
| 2006      | The Initiation of Sarah          | Sarah                           | film TV                   |
| 2006      | Augusta, Gone                    | Augusta Dudman                  | film TV                   |
| 2007      | Dr House                         | Hannah Morganthal               | odcinek 3x14: Insensitive |
| 2007      | Jesse Stone: Sea Change          | Cathleen Holton                 | film TV                   |
| 2008      | Trucker                          |                                 |                           |
| 2008      | Street                           | Krisi                           |                           |
| 2008      | Zaklinacz dusz                   | Olivia Keller                   | 1 odcinek – Bloodline     |
| 2009      | The Two Bobs                     |                                 |                           |
| 2010      | Oddział                          | Alice Hudson                    |                           |